# Palmulacypraea omii
Palmulacypraea omii is een slakkensoort uit de familie van de Cypraeidae. De wetenschappelijke naam van de soort is voor het eerst geldig gepubliceerd in 1998 door Ikeda.